# Шинук

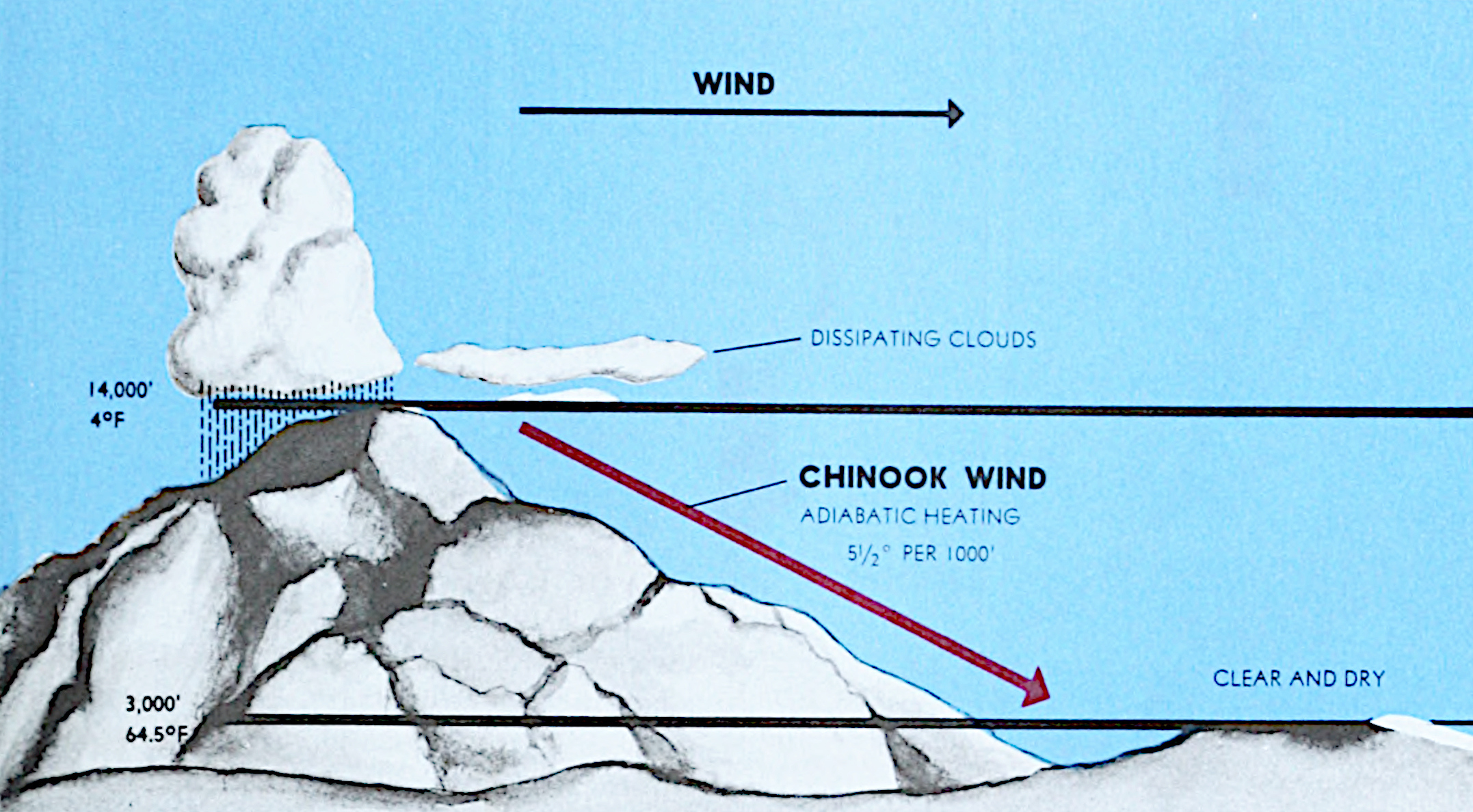
Адиабатическая облачность от двигающегося вниз воздуха, создающего тёплый ветер фён «Шинук»

Шинук (Чинук) (англ. chinook) — юго-западный фён на восточных склонах Скалистых гор в Канаде и США, а также на прилегающих к ним участках прерий, хотя первоначальное использование термина включает в себя влажные, тёплые прибрежные ветра на тихоокеанском северо-западе.
Черноногие индейцы называют этот ветер «Пожирателем снега»; однако более часто используемый термин «Шинук» происходит от языка, на котором говорит одноимённый народ, впервые употребивший данный термин (народ Шинук жил недалеко от океана, вдоль нижней реки Колумбия). Первоначально термин означал тёплый ветер, дующий с океана во внутренние районы Тихоокеанского Северо-Запада США.
Сильный ветер фёна может заставить снег глубиной 30 см (1 фут) почти полностью исчезнуть за один день. Снег частично тает и частично сублимируется на сухом ветру. Было замечено, что ветры Шинука повышают зимнюю температуру, часто с −20 °C (−4 °F) до 10—20 °C (50—68 °F) в течение нескольких часов или дней, а затем температура падает до своего базового уровня. Наиболее радикальное зарегистрированное изменение температуры за 24 часа было вызвано ветрами Шинука 15 января 1972 года в Ломе, штат Монтана; температура поднялась с −48 до 9 °C (от −54 до 49 °F).

## В Канаде

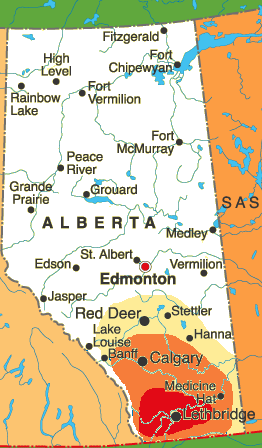
Где чаще всего появляются Шинуки

Шинуки наиболее распространены в южной части Альберты (Канада), особенно в поясе от Пинчер-Крик и Кроуснест-Пасс через Летбридж, где в среднем бывает 30-35 дней с Шинуком в году. Шинуки становятся менее частыми на юге Соединённых Штатов, и не так распространены к северу от Ред-Дир, но они могут встречаться и действительно встречаются ежегодно на севере в Хай-Левел в Северо-Западной Альберте и Форт-Сент-Джон в Северо-Восточной Британской Колумбии, а также на юге до Лас-Вегаса, Невады, и иногда до Карлсбада, в восточной части Нью-Мексико.
В юго-западной Альберте ветер Шинук может дуть со скоростью свыше 120 км/ч (75 миль в час). 19 ноября 1962 года особенно мощный Шинук в Летбридже разогнался до 171 км/ч (106 миль в час).
6 января 1966 года в Пинчер-Крик за 1 час температура поднялась на 25,5 °C (45,9 °F), с −23,2 до 2,2 °C (−9,8 до 36,0 °F). Поезда, как известно, были сорваны с рельс ветрами Шинук. Зимой вождение автомобиля может быть опасным, поскольку ветер надувает снег на проезжие части, иногда пряча дороги под слоями снега и накапливая сугробы высотой более 1 метра. Пустые грузовики, ехавшие по Шоссе № 3 и другим маршрутам в Южной Альберте, были опрокинуты сильными порывами ветра, вызванными Шинуками.
Калгари, Альберта, также подвержена влиянию — Боу-Элли в Канадских Скалистых Горах к западу от города действует как естественная аэродинамическая труба, перенаправляющая ветры Шинуков от города.
27 февраля 1992 года в Кларсхольме, провинция Альберта, небольшом городке к югу от Калгари, была зафиксирована температура 24 °C (75 °F). На следующий день была зафиксирована температура 21 °C (70 °F). Это одни из самых высоких февральских температур в Канаде.

## Против арктических воздушных масс
По-видимому, Шинук может в каком-то роде сражаться с арктическими воздушными массами. Жители Летбриджа довольно часто жалуются на температуру −20 °C (−4 °F), в то время как те, кто живёт в пустынном регионе, всего в 77 км (48 миль) вниз по дороге, наслаждаются температурой 10 °C (50 °F). Это столкновение температур может оставаться неподвижным или двигаться вперед и назад, в последнем случае вызывая такие флуктуации, как тёплое утро, очень холодный полдень и тёплый вечер. Столкновение между теплом на Западе и холодом на Востоке часто сопровождается завесой тумана.

## Арка (дуга) шинука

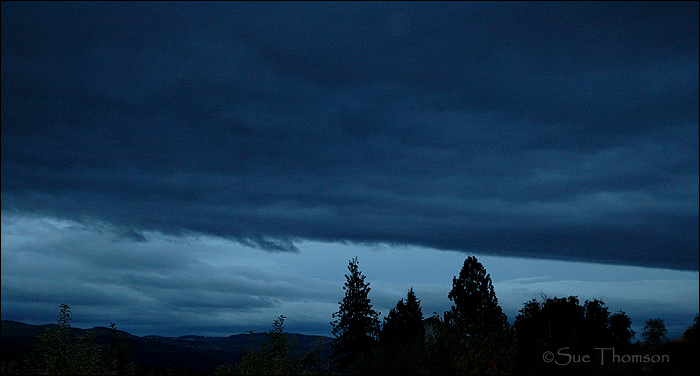
Арка шинука над Келоуной, БК, Канада, 2 октября 2007.

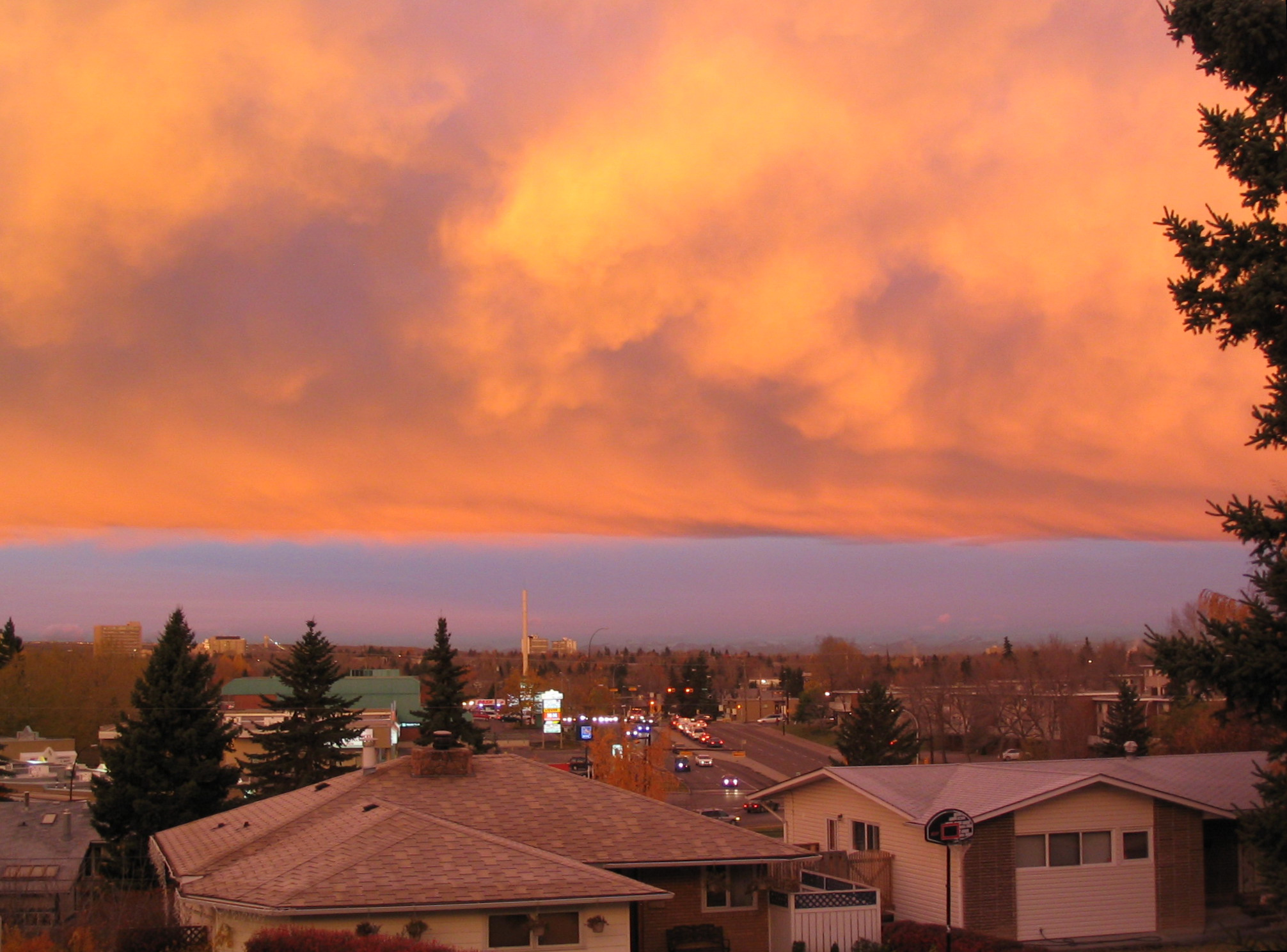
Яркие цвета арки шинука

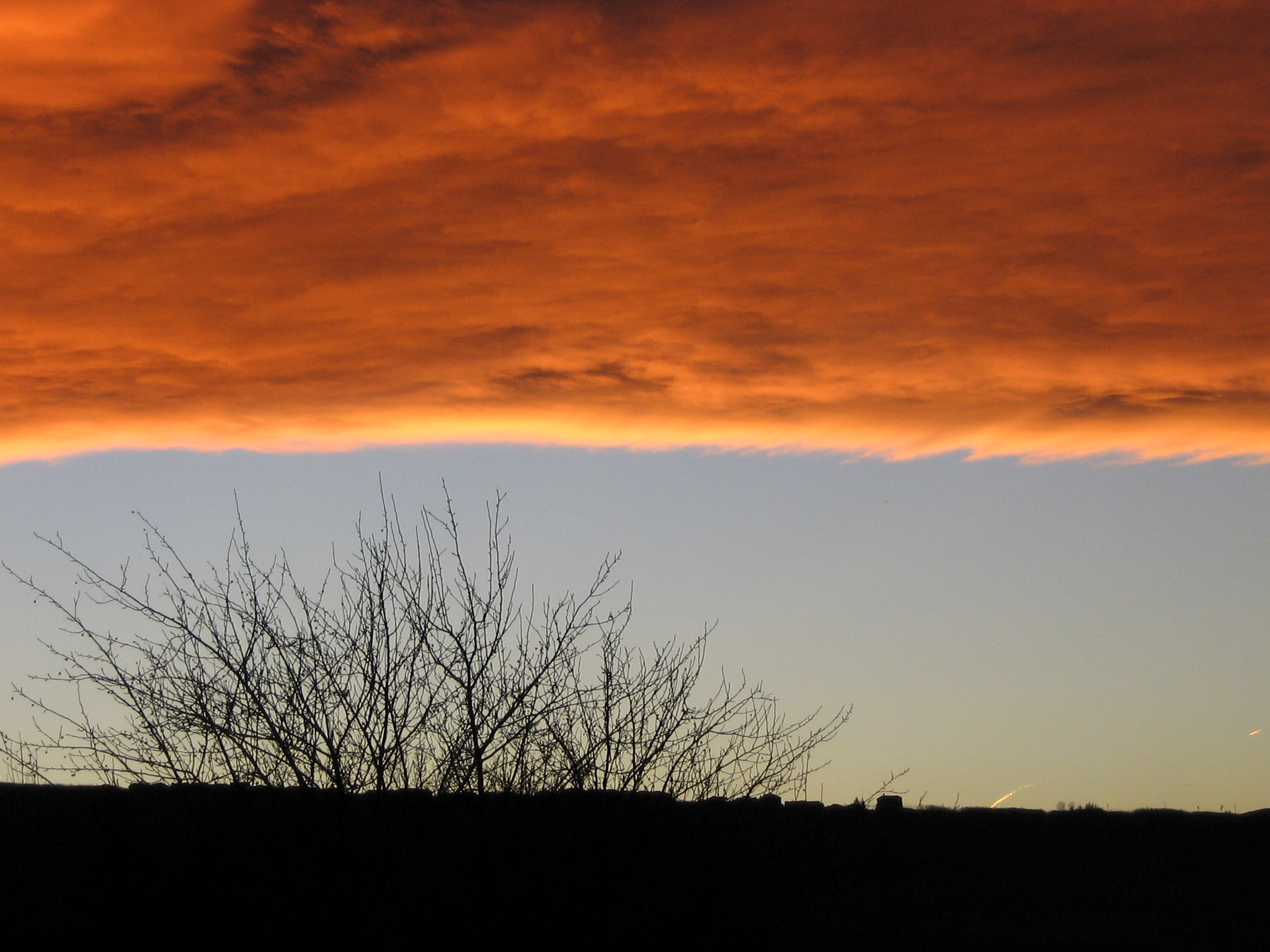
Арка шинука 15 ноября 2005 года.

Одна из его наиболее ярких особенностей — это шинукская арка, облако фена в виде полосы неподвижных слоистых облаков, вызванных воздушной рябью над горами из-за орографической облачности. Для тех, кто не знаком с ним, арка шинука временами может выглядеть как грозная грозовая туча. Однако они редко проливают дождь или снег. Они также могут создавать потрясающие рассветы и закаты. Похожее явление — Северо-Западная арка, являющаяся облаком фёна, наблюдается в южной части Новой Зеландии.

Арка шинука — довольно обычное явление. Как правило, цвета меняются в течение дня, начиная с жёлтых, оранжевых, красных и розовых оттенков утром, когда встает солнце; серые оттенки в полдень меняются на розовые/красные цвета, а затем оранжевые/жёлтые оттенки непосредственно перед закатом.

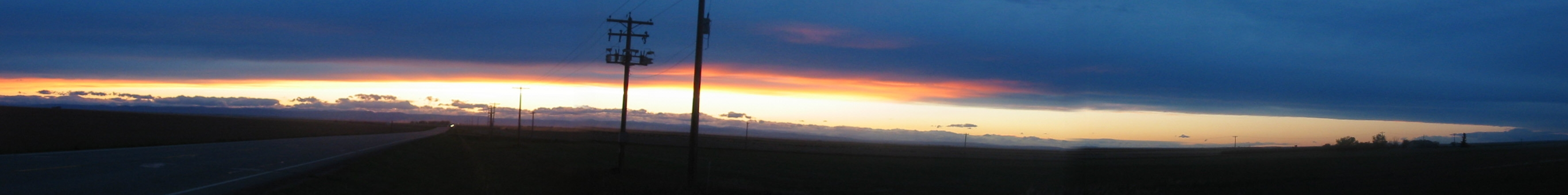
Арка шинука на юге Альберты.

## Причина возникновения
Шинук — это фён, дождевой теневой ветер, возникающий в результате адиабатического потепления воздуха, который сбросил большую часть своей влаги на наветренные склоны (орографическая облачность). Вследствие различных адиабатических скоростей влажного и сухого воздуха, воздух на подветренных склонах становится теплее, чем на эквивалентных высотах на наветренных склонах.
Поскольку влажные ветры с Тихого океана (также называемые «Шинуки») вынуждены подниматься над горами, влага в воздухе конденсируется и выпадает в виде осадков, в то время как воздух охлаждается с влажным адиабатическим градиентом 5 °C/1000 м (3,5 °F / 1000 футов). Затем сухой воздух опускается на подветренную сторону гор, нагреваясь с сухим адиабатическим градиентом 10 °C / 1000 м (5,5 °F / 1000 футов).
Турбулентность сильных ветров также может предотвратить обычную ночную инверсию температуры от формирования на подветренной стороне склона, позволяя ночным температурам оставаться высокими.
Довольно часто, когда Северо-Западное побережье Тихого океана заливается дождём, наветренная сторона Скалистых гор покрывается толстыми слоями снега (поскольку воздух теряет свою влагу), а подветренная сторона Скалистых гор в Альберте греется благодаря Шинуку. Все три различных погодных условия вызваны одним и тем же потоком воздуха, отсюда и путаница в использовании названия «ветер Шинук».
Два распространенных вида облаков, наблюдаемых в это время, — это арка Шинука над головой и гряда облаков (также называемая облачной стеной), скрывающая горы на Западе. Это выглядит как приближающаяся буря, однако она никак не продвигается дальше на восток.

## Шинук Маниберрис
Часто шинуку предшествует «Шинук Маниберрис» в конце зимнего сезона. Этот юго-восточный ветер был назван в честь деревни Маниберрис (ныне совсем небольшая деревушка) в Юго-Восточной Альберте, откуда, по-видимому, ветер берёт начало. Он может быть довольно сильным и способен вызвать жёсткую погоду и обильные снегопады. В итоге ветер сворачивает на юго-запад, и температура резко поднимется к моменту, когда приходит настоящий шинук.

## На северо-западе Тихого океана
Термин «ветер Шинук» также используется в Британской Колумбии и своим происхождением уходит корнями в предания прибрежных племен, которые были принесены в Альберту торговцами мехами. Такие ветры чрезвычайно влажные и тёплые и приходят с юго-запада западного побережья Северной Америки. Эти ветры также известны как Ананасовый экспресс, так как они имеют тропическое происхождение, примерно из района Тихого океана близ островов Гавайи. Воздух, связанный с Шинуком западного побережья, стабилен; это сводит к минимуму порывы ветра и часто сохраняет его довольно слабым в защищенных районах. Свежие бури (fresh gales — 62—74 км/ч) в незащищённых районах — довольно частое явление во время Шинука, однако сильные бури (strong gales — 75—88 км/ч) или штормовые ветры редки (большинство штормовых ветров этого региона приходят, когда быстрый западный реактивный поток позволяет воздушным массам из умеренных и субарктических широт сталкиваться).
Когда приходит «Шинук», в случае, если арктическая воздушная масса прочно держится над побережьем, тропическая сырость, принесённая с собой, внезапно охлаждается, проникая в замёрзший воздух и опускаясь в умеренных объёмах порошкового снега, иногда доходя до уровня моря. Снегопады и похолодания, которые рождаются в таких погодных услових, длятся всего несколько дней в период Шинука; когда тёплые Шинуки дуют с юго-запада, они оттесняют на восток холодный арктический воздух. Снег быстро тает и уходит в течение недели.
На Внутреннюю часть Британской Колумбии Шинук воздействует по-другому В период дождей большая часть тяжелой влаги впитывается горами, до того, как воздушная масса достигнет каньона Фрейзер и района реки Томпсон-Оканаган. Эффект похож на эффект Альбертского Шинука, хотя и не до такой же степени, отчасти потому, что Оканаган относительно теплее, чем прерии из-за большего количества горных хребтов, поглощающих осадки между Келоуной и Калгари. Когда Шинук приносит снег на побережье в период прибрежного холода, яркая, но холодная погода в глубине страны уступает место слякотному таянию снега, возникающему скорее из-за тёплой погоды, чем дождей.
В результате приходит поток ветра, который более или менее противоположен ветру Шинук Британской Колумбии/Тихоокеанского Северо-Западного побережья. В некоторых районах их называют «сквамишами» (Арктический воздушный поток, называемый на Аляске вилливау), ветрами дующими из залива Хау, где обитает народ Сквамиш. Они состоят из холодных воздушных потоков от континентальных воздушных масс, выходящих из внутреннего плато через определённые речные долины и каньоны, пронизывающие Береговой хребет до самого побережья.

### Произношение на северо-западе Тихого океана
Слово «Шинук» широко используется среди местных рыбаков и людей в общинах вдоль побережья Британской Колумбии и прибрежных районов Вашингтона и Орегона. Этот термин также используется в районе залива Пьюджет в штате Вашингтон. В этих местах «Шинук» произносится не так, как на востоке Каскадных гор — Шинук, а имеет своё оригинальное прибрежное произношение — Тшинук.
В Британской Колумбии и других частях Тихоокеанского Северо-Запада слово «Шинук» когда-то часто произносили /tʃɪˈnʊk/ чи-НУУК. В настоящее время распространенным произношением на большей части Тихоокеанского Северо-Запада, Альберты и остальной части Канады является /ʃɪˈnʊk/ ши-НУУК (как во французском языке). Это различие может быть связано с тем, что именно метисы, работавшие на Компанию Гудзонова залива, которые были знакомы с народом и страной Шинуков, принесли название к востоку от Каскадных и Скалистых гор вместе со своим собственным этническим произношением. Ранние записи ясно показывают, что тшинук был оригинальным произношением, до передачи слова к востоку от Скалистых гор.

## Индейский миф о шинуке
Легенда народа Лил’Ват (Lil’wat) подгруппы Ст’ат’имк (Stʼatʼimc) рассказывает о девушке по имени Шинук-Ветер, которая вышла замуж за Ледник Шинук и переехала в его страну, которая находилась в районе нынешней реки Биркенхед. Она тосковала по своему тёплому морскому дому на юго-западе и передала послание своему народу. Народ явился ей в видении в виде множества снежинок и сказал, что придёт за ней. Снежинки пришли в огромном количестве и спорили с Ледником из-за девушки, в конце концов они пересилили его, и забрали Шинук-Ветер домой.
Хотя, с одной стороны, эта сказка рассказывает о семейных отношений внутри племени, а также историю самого племени, она также является притчей о типичной погоде юго-западного ветра, сначала приносящего снег, затем дождь, а также о таянии ледника, находящегося около озера Гейтс в Биркене. Таким образом, история также рассказывает о переселении людей в данный регион — или о войне, в зависимости от того, как читатель интерпретирует эту легенду, с Шинук-Ветром, принимающей роль Елены Прекрасной в индейской версии Троянской войны.

## Садоводство
Частые оттепели в середине зимы на территории Великих Равнин Шинуков являются скорее проклятием, чем благословением для садоводов. Растения могут быть выведены из спячки постоянными ветрами Шинуков. Также у растений может снизиться выносливость, даже если кажется, что они находятся в спячке. В любом случае они становятся уязвимыми для последующих волн холода. Многие растения, которые хорошо растут в Виннипеге (где постоянный холод поддерживает спячку всю зиму), трудно выращивать в Альберта-Шинукском поясе; примерами могут служить липа, некоторые сорта яблок, малины и ирги, а также приречных клёнов. Деревья в пострадавших от Шинуков районах Альберты, как известно, небольшие, с гораздо меньшей высотой, чем деревья в районах, не затронутых Шинуками. Это опять-таки вызвано «включаемой и выключаемой» спячкой в течение всей зимы.

## Здоровье
Говорят, что ветры Шинука иногда вызывают резкое увеличение числа мигреней, от которых страдают местные жители. По крайней мере, одно исследование, проведённое кафедрой клинической неврологии Университета Калгари, поддерживает это наблюдение. Шинуки по мнению людей вызывает раздражимость и бессонницу. В середине зимы над крупными центрами, такими как Калгари, Шинуки часто могут аннулировать холодный воздух в городе, задерживая загрязняющие вещества в охлаждённой атмосфере, вызывая инверсионный смог. В такие времена температуры на уровне улиц может быть довольно низкой, и гораздо теплее на крышах небоскребов и даже более высоких точках. В 1983 году на 45-м этаже (примерно 145 м над улицей) Петро-Канада Центра плотники работали без рубашки при температуре +12 °C, в ветреных условиях (температура сообщалась им оператором мостового крана), и были очень огорчены, когда, возвращаясь с работы, узнали, что в это время на улице (15:30) было −20 °C.

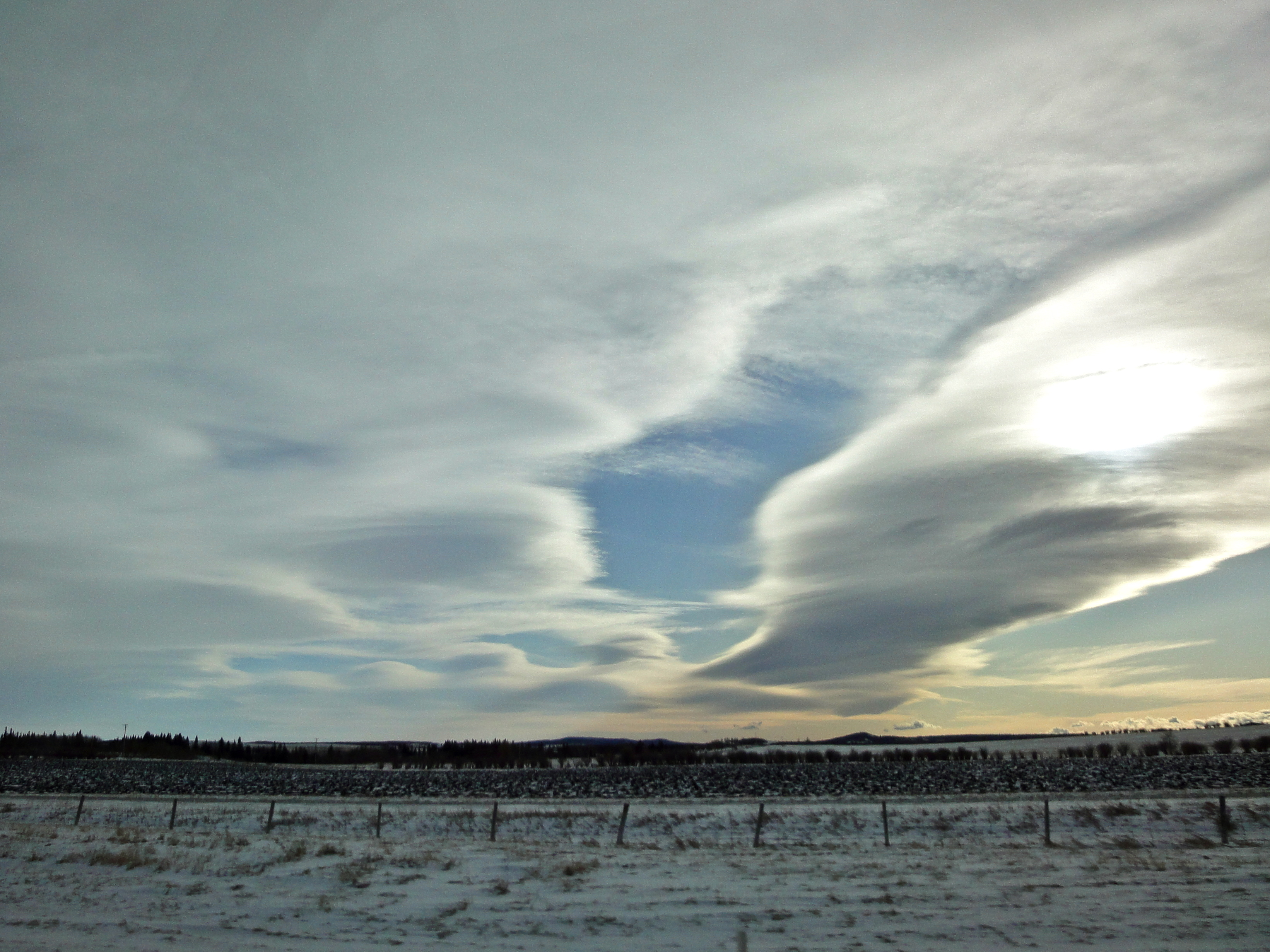
Арка Шинука

## Рекорды
Лома, штат Монтана, может похвастаться самым экстремальным зарегистрированным изменением температуры за 24 часа. 15 января 1972 года температура поднялась от −48 °C до 9 °C (с −54 °F до 49 °F); изменение температуры на 58 °C (103 °F) — драматический пример ветра Шинук в его ярком проявлении.
Горы Блэк-Хилс Южной Дакоты являются домом для самого быстрого в мире зарегистрированного повышения температуры. 22 января 1943 года, примерно в 7:30 по местному времени, температура в Спирфиш, Южная Дакота, была −20 °C (−4 °F). Потом вступил в действие Шинук, и уже через две минуты температура была 7 °C (45 °F). Подъём на 27 °C (49 °F) установил мировой рекорд, который ещё предстоит превзойти. К 9:00 температура поднялась до 12 °C (54 °F). Внезапно Шинук затих, и температура снова упала до −20 °C (−4 °F). Падение на 32 °C (58 °F) заняло всего 27 минут.
Вышеупомянутый ветер со скоростью 172 км/ч (107 миль в час) в Альберте и другие местные рекорды этого ветра к западу от 100-го меридиана на Великих равнинах Соединённых Штатов и Канады, а также случаи рекордной высокой и низкой температуры для определённого дня года, установленные в один день, в значительной степени являются результатом этих ветров.
В редких случаях Шинукские ветры, возникающие на восточном склоне Скалистых гор, достигали даже Висконсина.

## Шинуки и фёны на внутренней территории США
Обычно метеорологи и климатологи называют Шинуки фёнами, и, независимо от названия, они могут возникать во многих местах подветренной стороны близлежащих горных хребтов. Их называют «ветрами Шинука» на большей части внутренней западной Северной Америки, особенно в районе Скалистых гор. Фёны охватывают значительную часть Монтаны, но чаще всего они сходят с Фронта Скалистых гор в северных и западно-центральных районах штата.
Один из таких ветров возникает в районе залива Кука на Аляске, когда воздух движется над горами Чугач между заливом Принс-Уильям и ледником Портидж. Жители Анкориджа в большинстве своём верят, что тёплые ветры, из-за которых тает снег и улицы остаются слякотными и грязными, являются подарком середины зимы с Гавайев, следуя распространённой ошибке, что тёплые ветры приходят из того же места, что и аналогичные ветры у берегов Южной Британской Колумбии, Вашингтона и Орегона.

## Для дополнительной информации
- Катабатический ветер
- Дьявольский ветер (DIablo wind)
- Лу (ветер) (Loo) (wind))
- Северо-западная арка (Nor’west arch)
- Ветры Санта Ана (Santa Ana winds)
- Бродячие ветры (Sundowner winds)